# Kanitz-Kyawsche Gruft

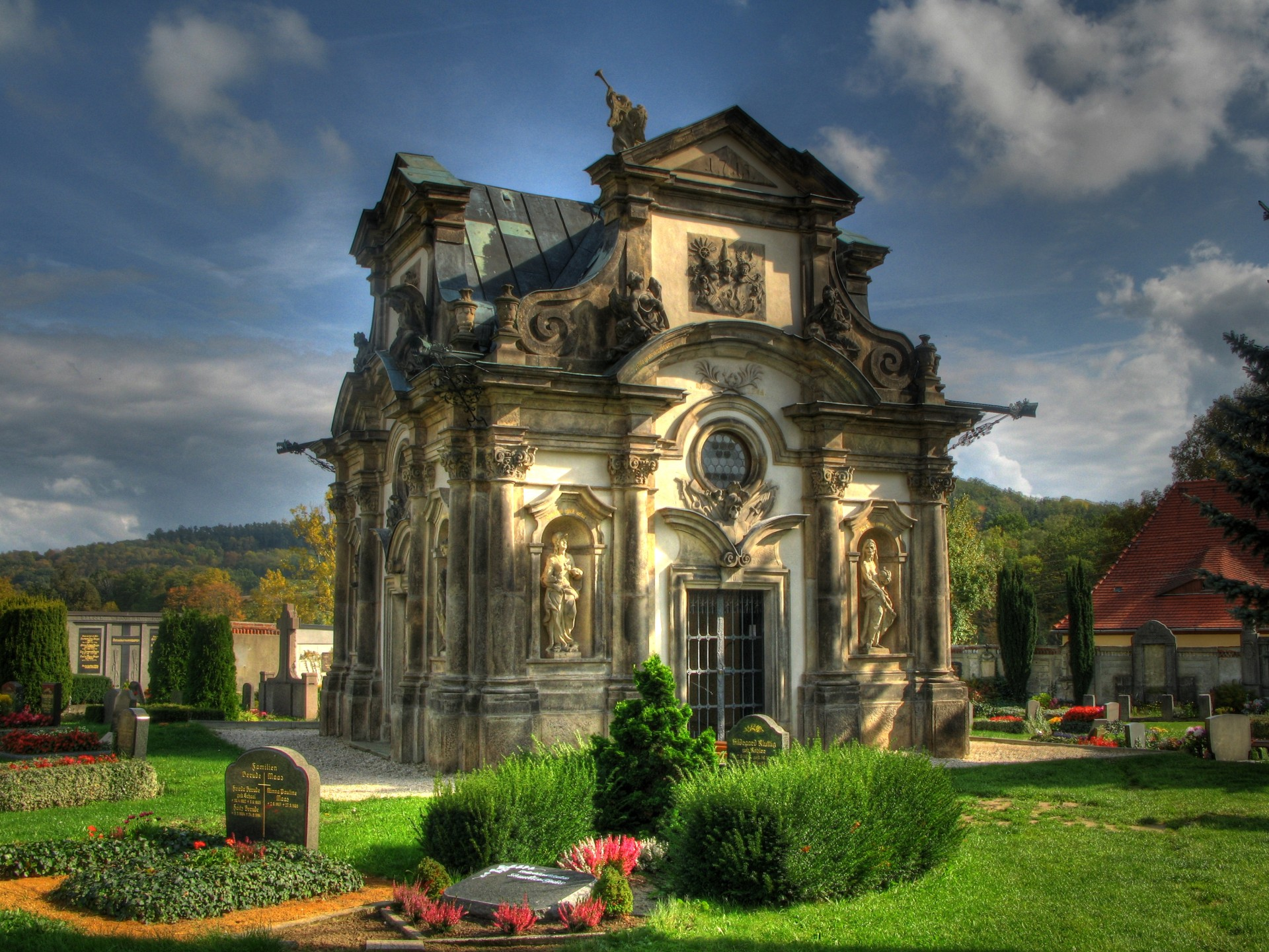
Die Kanitz-Kyawsche Gruft nach ihrer Restaurierung im Jahr 2007

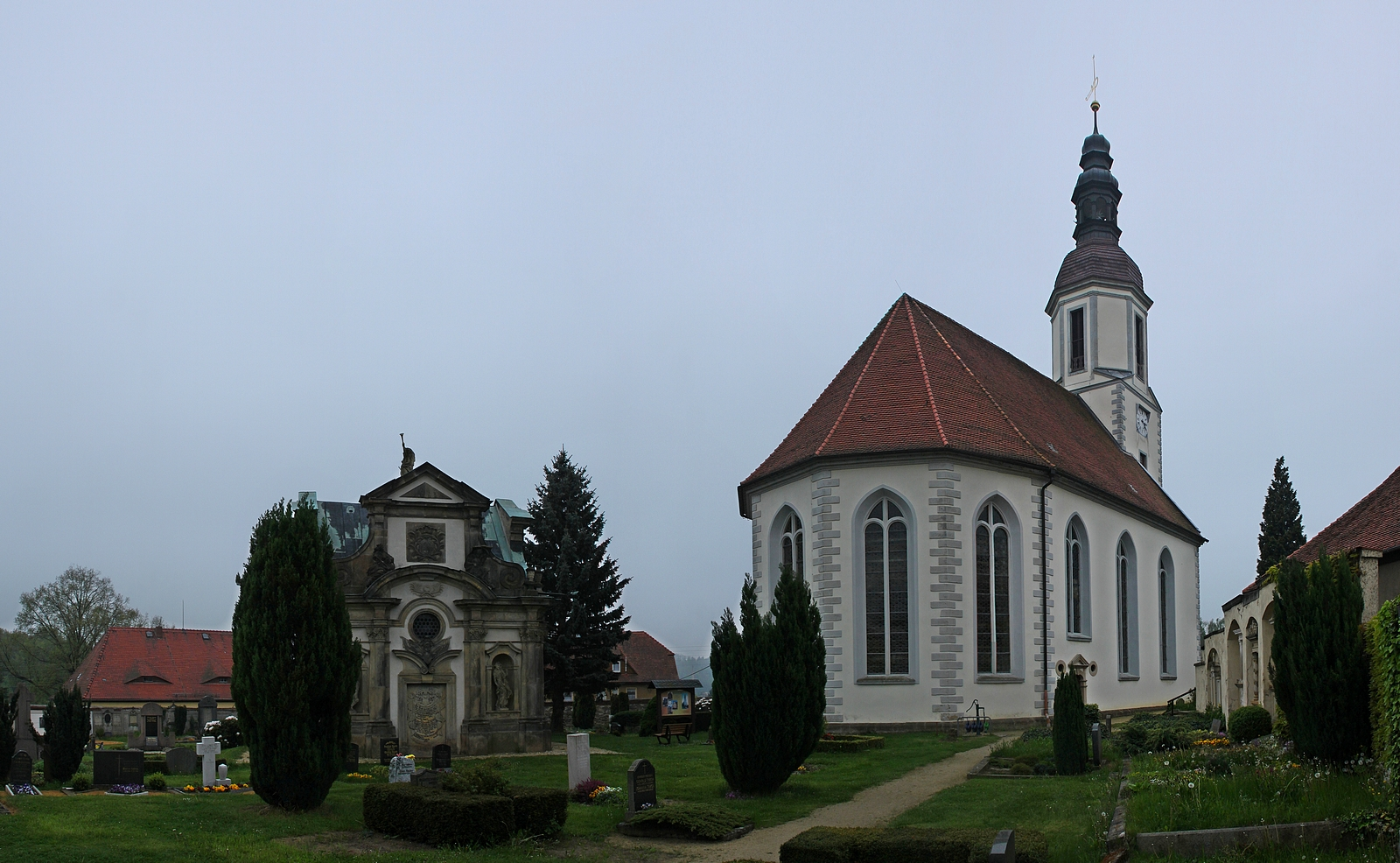
Blick auf die Kirche Hainewalde und die Kanitz-Kyawsche Gruft (Aufnahme 2014)

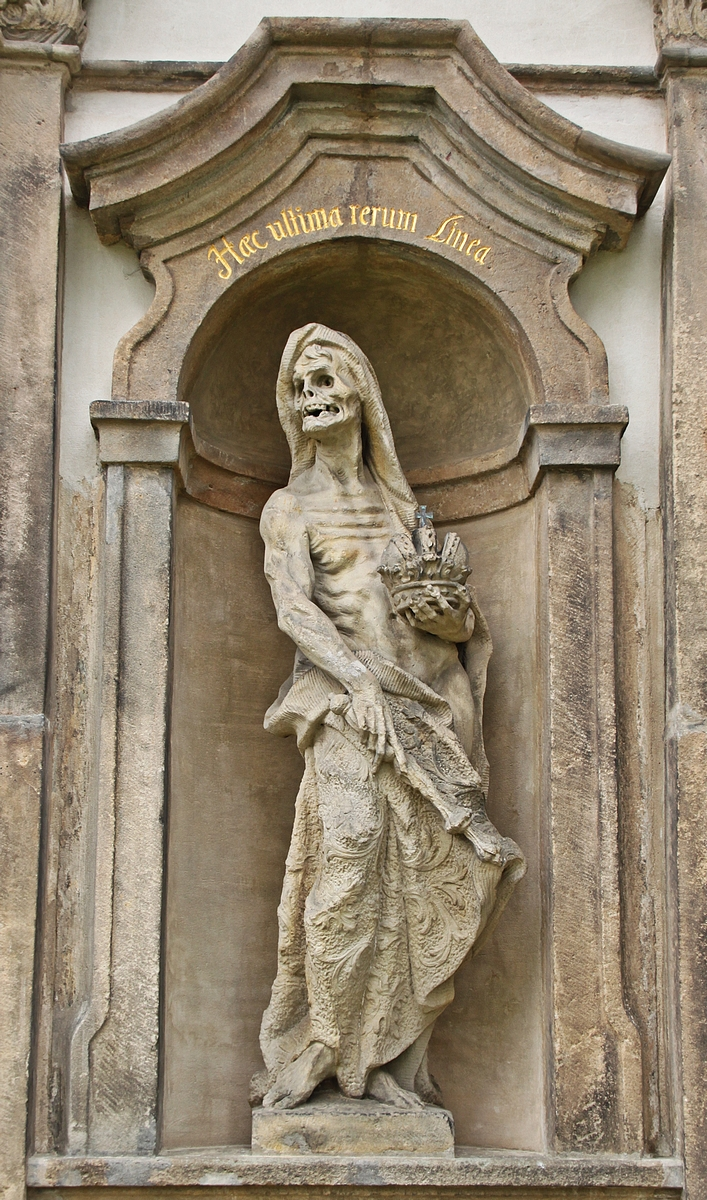
Statue des Todes als halbverwester Leichnam mit Krone und Zepter und der Inschrift "Haec ultima rerum linea" ("Dies ist die äußerste Grenze der Dinge") (Aufnahme 2014)

Die Kanitz-Kyawsche Gruft oder auch Canitz-Kyausche Gruft in Hainewalde (Sachsen) ist ein Bauwerk im Barockstil. Umgangssprachlich wurde sie auch „Unruhe“, „Ungeduld“ oder „Begräbniß“ genannt. Sie gehört zu den Anlagen der Kirche Hainewalde.

## Geschichte
Die Gruft wurde 1715 im Auftrag von Otto Ludwig von Kanitz für ihn und seine Gemahlin Victoria Tugendreich geb. von Kyaw erbaut. Es wird vermutet, dass man die Gruft auf dem Platz des ehemaligen Herrenhofs von Hainewalde errichtete. Wurde in der ersten Hälfte des 20. Jahrhunderts pauschal vermutet, das Werk gehe auf italienische Barockkünstler aus Dresden vom Hofe Augusts des Starken zurück, so haben sich die Anzeichen erhärtet, dass zumindest der Skulpturenschmuck vom Bildhauer Franz Biener aus Gabel stammt. Ebenfalls wird eine Beteiligung Balthasar Permosers vermutet.
1993 und 2000/2001 wurde die Grabgruft außen renoviert. 2006 wurde bei Säuberungsarbeiten der verschüttet geglaubte Grabkeller entdeckt und geöffnet. Die dort gefundenen Särge des Erbauers und seiner Gemahlin wurden im März 2007 zur Restaurierung gegeben.
Im November 2007 wurde bei Grabungen in der Gruft eine weitere Kammer mit Särgen gefunden. Darin begraben liegen Barbara von Braun († 1597), ihr Sohn Christoph von Nostitz († 1611), sowie Christoph Ernst von Gersdorf († 1667). Diese Särge stammen also aus einer Zeit noch bevor Gruft und Kirche erbaut wurden.

## Ausstattung

### Außen
Das Äußere der Gruft ist reich mit Säulen, Wappen und weiterem Beiwerk verziert. Hauptaugenmerk bilden aber die 17 Sandsteinstatuen, von denen je vier an jeder Seite und ein Engel als Freifigur auf dem Dach der Gruft angebracht sind. Diese Figuren bilden laut ihren Beschriftungen ein allegorisches Programm im Sinne des klassischen Pietismus der Barockzeit.
Die Statuen sind auf den vier Seiten thematisch geordnet und bilden Gegensatzpaare, bei denen je ein irdisches Leiden einer himmlischen Seligkeit gegenübergestellt wird. Besondere Beachtung verdienen die Figuren irdischen Leidens, die sehr realitätsnah dargestellt sind, während die Allegorien himmlischer Glückseligkeit Idealgestalten sind.
Weiterhin befinden sich an der Außenseite Beschreibungen zu den hier begrabenen Personen. So wurden hier neben den bereits erwähnten Personen auch eine gewisse Dorothea Schlechtowa von Kevytkau und ihre Tochter Dorothea Rosina von Elssnitz (* 1633) beigesetzt. Ihre Särge wurden aber bisher noch nicht entdeckt.

### Innen
Gegenüber der Eingangstür befindet sich das Grabmal des Ehepaars von Kanitz aus Stuckmarmor. Auf der linken Seite befindet sich eine lebensgroße Stuckstatue Otto Ludwigs von Kanitz, auf der rechten Seite eine Statue der Viktoria Tugendreich von Kanitz. Am Sockel des Grabmals ist das Kanitz-Kyawsche Allianzwappen angebracht.